# Rhagoduna deserticola
Rhagoduna deserticola är en spindeldjursart som beskrevs av Roewer 1941. Rhagoduna deserticola ingår i släktet Rhagoduna och familjen Rhagodidae. Inga underarter finns listade i Catalogue of Life.